# Czad-e Pajin
Czad-e Pajin (pers. چدپائين) – wieś w Iranie, w ostanie Sistan i Beludżystan. W 2006 roku miejscowość liczyła 58 mieszkańców w 13 rodzinach.